# Errol Flynn
Errol Leslie Thomson Flynn (Hobart, 20 juni 1909 - Vancouver, 14 oktober 1959) was een Australisch-Amerikaans acteur die vooral bekend is geworden door zijn rollen in piratenfilms en zijn spraakmakende privéleven.

## Jeugd en carrière
Errol Flynn werd geboren in Hobart maar verhuisde naar Sydney als kind. De jonge Flynn was een onstuimig kind dat altijd in de problemen kwam. Zo slaagde hij erin van elke school waar hij op zat geschorst te worden. Naar verluidt was een van de redenen zijn affaire met de schoolzuster. Hij verhuisde naar Nieuw-Guinea en in het begin van de jaren dertig naar Engeland om acteur te worden. In 1933 kreeg hij zijn eerste rol.
Flynn werd begin jaren dertig bekend door rollen in mantel-en-degenfilms, westerns en piratenfilms. Vooral de mantel-en-degenfilms Captain Blood (1935, zijn eerste hoofdrol) en The Sea Hawk (1940), allebei geregisseerd door zijn favoriete cineast Michael Curtiz, groeiden uit tot klassiekers. In 1938 vertolkte hij Robin Hood in de avonturenfilm The Adventures of Robin Hood (Michael Curtiz) met als tegenspeelster Olivia de Havilland naast wie hij in nog acht andere films zou verschijnen. Met Michael Curtiz maakte hij op het einde van de jaren dertig de ene film na de andere. In de jaren veertig loste Raoul Walsh Curtiz af als Flynns huisregisseur. Van zijn hand waren onder anderen de western They Died with Their Boots On (1941), de boksbiopic Gentleman Jim (1942) en de oorlogsfilm Objective, Burma! (1945). Op het witte doek had Flynn weliswaar het imago van stoere en knappe rebel, dat alles viel echter in het niet bij zijn privéleven dat hij kleurrijk beschreef in zijn autobiografie My Wicked, Wicked Ways.
Bette Davis was een actrice met wie Flynn erge ruzie had. Ze speelden samen in het drama The Sisters (Anatole Litvak, 1938) en in de historische biopic The Private Lives of Elizabeth and Essex (Michael Curtiz, 1939). In die laatste film moest Davis Flynn een klap geven en dat deed ze dan ook zo hard mogelijk, tot ongenoegen van Flynn. Davis had vooral een hekel aan Flynn, omdat hij vaak te laat kwam op de set, zijn tekst niet altijd kende en meer dan eens dronken op de set arriveerde. Bovendien was hij in haar ogen een B-acteur. De origineel voorgenomen titel van de film The Earl of Essex vond zij dan ook onacceptabel. Ook stond ze er op dat haar naam boven de zijne zou prijken op de affiches.
Door zijn alcoholisme en verslaving aan morfine verouderde hij snel en de rollen werden schaarser voor Flynn. Toch kreeg hij nog een aantal mooie rollen te spelen zoals in het drama The Sun Also Rises (Henry King, 1957), gebaseerd op de gelijknamige roman van Ernest Hemingway (waar hij Ava Gardner, Tyrone Power en Mel Ferrer als tegenspelers had) en zoals in de avonturenfilm The Roots of Heaven (John Huston, 1958), gebaseerd op de gelijknamige roman van Romain Gary (waar hij Juliette Gréco, Trevor Howard en Orson Welles als tegenspelers had). Net toen hij eind jaren vijftig naam begon te maken als serieus acteur, overleed hij.

## Privéleven
Errol Flynns privéleven is minstens even interessant als zijn filmloopbaan. Zodra hij een ster was in Hollywood, kreeg hij ook de reputatie van een playboy. Hij zou een langdurige relatie met tegenspeelster Olivia de Havilland gehad hebben (hoewel De Havilland dit ontkent).  
Flynn stond erom bekend erg wilde feesten te geven in zijn gigantische huis in Hollywood. Ook stond hij bekend als een van de grootste drank- en drugsgebruikers van Hollywood in zijn tijd. De bijnaam die hij van collega Marlene Dietrich kreeg is veelzeggend: Satan's Angel. 
Ondanks zijn gemak om vrouwen te verleiden, is hij meer dan eens beschuldigd van 'statutory rape', het hebben van seks met minderjarige meisjes. Uiteraard waren die beschuldigingen erg ongunstig voor zijn filmcarrière, maar onder grote belangstelling werd Flynn uiteindelijk onschuldig verklaard. Door zijn overmatig drank- en drugsgebruik verouderde hij snel en kreeg hij steeds minder goede filmaanbiedingen. Een beruchte anekdote over zijn alcoholverslaving is het verhaal dat alle productiemaatschappijen hem verboden om nog langer drank te nuttigen op de filmset. Flynn at vervolgens ter vervanging tijdens het filmen sinaasappelen. Een gezonde keus zou men denken, ware het niet dat Flynn iedere sinaasappel van tevoren met vodka injecteerde.
Nog controversiëler waren Flynns politieke voorkeuren. In de jaren 80 ging het gerucht dat Flynn een aanhanger van het fascisme was en dat hij tijdens de Tweede Wereldoorlog voor de nazi's had gespioneerd. In werkelijkheid was Flynn juist uiterst links. In 1938 ging hij zelfs naar Spanje om daar voor het tijdschrift Life reportages te schrijven over de republikeinse legers in de Spaanse Burgeroorlog. Flynn keerde al na twee weken terug omdat hij emotioneel getroffen was door de verschrikkingen van de burgeroorlog. Daarnaast was er een bericht in de media opgedoken dat Flynn om het leven zou zijn gekomen. Eind jaren 50 kwam Flynns politieke voorkeur opnieuw in opspraak: dit keer nam hij het op voor Cuba. Flynn was onder de indruk van het optreden van Fidel Castro die volgens hem vrijheid en vernieuwing bracht. Flynn ging zelfs naar Cuba om daar een documentaire op te nemen. Kort na deze openlijke steunbetuiging aan het communisme overleed hij.
Flynn trouwde drie keer en was vader van vier kinderen. Zijn eerste huwelijk werd op 29 juni 1935 gesloten met actrice Lili Damita. Het stel scheidde op 8 april 1942 van elkaar. Uit dit huwelijk werd in 1941 één kind geboren (acteur en journalist Sean Flynn, die in 1970 vermoord werd door de Rode Khmer in Cambodja). In augustus 1943 trouwde Flynn met Nora Eddington, eveneens een actrice. Op 7 juli 1948 gingen ze uit elkaar. Twee kinderen werden uit dit huwelijk geboren; Deirdre in 1945 en Rory in 1947. Zijn derde en laatste huwelijk ging hij aan met de bijna twintig jaar jongere actrice Patricia Wymore, op 23 oktober 1950. Ze bleven bij elkaar tot aan zijn dood en kregen op 25 december 1953 een dochter (Arnella). Arnella overleed op 21 september 1998, op slechts 44-jarige leeftijd. In zijn laatste dagen had Flynn een langdurige relatie met een 15-jarig meisje, Beverly Aadland.
Errol Flynn stierf in 1959 in Vancouver, aan boord van zijn jacht, aan een zware hartaanval. De slechts 50-jarige Flynn bleek na autopsie het lichaam van een 75-jarige man te hebben. Zelf zei hij ooit: "I intend to live the first half of my life. I don't care about the rest."

## Filmografie
- In the Wake of the Bounty (1933) - Fletcher Christian
- I Adore You (1933) - Klein rolletje (Niet op aftiteling)
- Murder at Monte Carlo (1934) - Dyter
- The Case of the Curious Bride (1935) - Gregory Moxley
- Don't Bet on Blondes (1935) - David Van Dusen
- All-American Drawback (1935) - Rol onbekend
- Captain Blood (1935) - Peter Blood
- The Charge of the Light Brigade (1936) - Maj. Geoffrey Vickers
- Green Light (1937) - Dr. Newell Paige
- The Prince and the Pauper (1937) - Miles Hendon
- Another Dawn (1937) - Kapitein Denny Roark
- The Perfect Specimen (1937) - Gerald Beresford Wicks
- The Adventures of Robin Hood (1938) - Robin Hood
- Four's a Crowd (1938) - Robert Kensington 'Bob' Lansford
- The Sisters (1938) - Frank Medlin
- The Dawn Patrol (1938) - Kapitein Courtney
- Dodge City (1939) - Wade Hatton
- The Private Lives of Elizabeth and Essex (1939) - Robert Devereux, earl van Essex
- Virginia City (1940) - Kerry Bradford
- The Sea Hawk (1940) - Geoffrey Thorpe
- Santa Fe Trail (1940) - Jeb Stuart
- Footsteps in the Dark (1940) - Francis Monroe Warren II
- Dive Bomber (1941) - Lt. Douglas S. 'Doug' Lee, MD
- They Died with Their Boots On (1941) - George Armstrong Custer
- Desperate Journey (1942) - Luchtmacht-luitenant Terrence 'Terry' Forbes
- Gentleman Jim (1942) - James J. Corbett aka Gentleman Jim
- Edge of Darkness (1943) - Kannonier Brogge
- Northern Pursuit (1943) - Korporaal Steve Wagner
- Uncertain Glory (1944) - Jean Picard
- Objective, Burma! (1945) - Kapt. Nelson
- San Antonio (1945) - Clay Hardin
- Never Say Goodbye (1946) - Phil Gayley
- Cry Wolf (1947) - Mark Caldwell
- Escape Me Never (1947) - Sebastian Dubrok
- The Lady from Shanghai (1947) - Man op achtergrond buiten de eetgelegenheid (Niet op aftiteling)
- Silver River (1948) - 'Mike' McComb
- Adventures of Don Juan (1948) - Don Juan
- It's a Great Feeling (1949) - Jeffrey Bushdinkle, de bruid (Niet op aftiteling)
- That Forsyte Woman (1949) - Soames Forsyte
- Montana (1949) - Morgan Lane
- Rocky Mountain (1950) - Kapt. Lafe Barstow (CSA)
- Kim (1950) - Mahbub Ali, de Rode Baard
- Hello God (1951) - Man op strand Anzio
- Adventures of Captain Fabian (1951) - Kapt. Michael Fabian
- Maru Maru (1952) - Gregory Mason
- Against All Flags (1952) - Brian Hawke
- The Story of William Tell (1953) - William Tell
- The Master of Ballantrae (1953) - Jamie Durie
- Crossed Swords (1954) - Renzo
- Lilacs in the Spring (1954) - John 'Beau' Beaumont
- The Dark Avenger (1955) - Prins Edward
- King's Rhapsody (1955) - Richard, koning van Laurentia
- Screen Directors Playhouse Televisieserie - François Villon (Afl., The Sword of Villon, 1956)
- The Errol Flynn Theatre Televisieserie - John Morton (Afl., Rescued, 1957)
- Istanbul (1957) - James Brennan
- The Big Boodle (1957) - Ned Sherwood
- The Errol Flynn Theatre Televisieserie - Don Juan/Zichzelf (presentator) (Afl., 1000th Night of Don Juan, 1957)
- Playhouse 90 Televisieserie - Kapt. Russell Bidlack (Afl., Without Incident, 1957)
- The Sun Also Rises (1957) - Mike Campbell
- Too Much, Too Soon (1958) - John Barrymore
- The Roots of Heaven (1958) - Forsythe
- The Red Skelton Show Televisieserie - Gentleman Hobo (Afl., Freddie's Beat Shack, 1959)
- Goodyear Theatre Televisieserie - 'Doc' Boatwright (Afl., The Golden Shanty, 1959)
- Cuban Rebel Girls (1959) - De Amerikaanse correspondent

In Thank Your Lucky Stars (1943) had hij een kort optreden als gast in een benefiet-voorstelling, waarbij hij zingend verschijnt.
- Australian Dictionary of Biography: flynn-errol-leslie-6364
- Bibsys: 90853647
- Biblioteca Nacional de España: XX929711
- Bibliothèque nationale de France: cb11902986c (data)
- Catàleg d'autoritats de noms i títols de Catalunya: 981058507548206706
- CiNii: DA07256873
- Gemeinsame Normdatei: 118534106
- International Standard Name Identifier: 0000 0001 0862 4166
- Library of Congress Control Number: n79071181
- Nationale Bibliotheek van Letland: 000350215
- MusicBrainz: 57b99d39-d30f-4c3a-af44-27b95822f0be
- National Archives and Records Administration: 10581517
- Nationale Bibliotheek van Tsjechië: xx0110658
- Nationale bibliotheek van Australië: 35245505
- Nationale Bibliotheek van Israël: 987007270949805171
- Nationale Bibliotheek van Polen: a0000003068179
- Nederlandse Thesaurus van Auteursnamen: 096549181
- LIBRIS: 284817
- SNAC: w6q24gf5
- Système universitaire de documentation: 026867702
- Trove: 880227
- Virtual International Authority File: 2470257
- WorldCat: E39PBJht6wXT7FwwwJRYmHyw4q